# Houston Comets
Houston Comets fue un equipo de la WNBA, la Liga de Baloncesto Femenino Profesional de Estados Unidos, con sede en la ciudad de Houston, en Texas. Fue creado en 1997, siendo uno de los equipos fundadores de la liga, y llegó a ganar los 4 primeros campeonatos que se disputaron, entre 1997 y 2000.
Era el equipo hermano de los Houston Rockets de la NBA, con el que compartía estadio de juego, el Toyota Center. La temporada de 2008 fue su última temporada en la WNBA tras su desaparición.

## Historia
Las Comets son uno de los equipos fundadores de la WNBA. En su primera temporada, no pudieron hacerlo mejor, derrotando a New York Liberty en las Finales, consiguiendo su primer título de campeonas. Cuando la liga se expandió con nuevos equipos, fueron enviadas de la Conferencia Este a la Oeste. En 1998 ganaron su segundo título, al ganar en las finales, que ya se disputaron al mejor de tres partidos, a Phoenix Mercury.
En 1999, lideradas por las denominadas The Big Three (las tres grandes, Sheryl Swoopes, Cynthia Cooper y Tina Thompson), consiguieron de nuevo el campeonato, remontando en el segundo partido que las hubiera dejado como subcampeonas de no ser por anotar una canasta en los últimos segundos del mismo ante New York Liberty, para terminar ganando el tercero y definitivo.
En la temporada 2000 llegaron de nuevo a las finales, y de nuevo ante las Liberty, derrotándolas por 2 a 0, y ganando su cuarto título consecutivo. Pero la retirada de Cinthia Cooper al año siguiente hizo que el equipo no pasara de cuartos de final, lo mismo que les sucedió al año siguiente. Entraron en un pequeño bache hasta que en 2005 llegaron de nuevo a la final de Conferencia, siendo batidas por las Monarchs.
Tras la temporada 2006, el equipo fue puesto en venta, adquiriéndolo su actual propietario, Hilton Coch, cuya primera medida fue nombrar entrenadora y mánager general a Karleen Thompson.
Tras numerosos problemas económicos el equipo no tuvo más remedio que abandonar la competición tras terminar la temporada 2008.

## Trayectoria
Nota: G: Partidos ganados P:Partidos perdidos %:porcentaje de victorias
| Temporada      | G   | P   | %    | Play-offs                                                      | Resultados                                                             |
| -------------- | --- | --- | ---- | -------------------------------------------------------------- | ---------------------------------------------------------------------- |
| Houston Comets |     |     |      |                                                                |                                                                        |
| 1997           | 18  | 10  | .643 | Gana Semifinales WNBA Gana Final de la WNBA                    | Houston 70, Charlotte 54 Houston 65, New York 51                       |
| 1998           | 27  | 3   | .900 | Gana Semifinales WNBA Gana Final de la WNBA                    | Houston 2, Charlotte 0 Houston 2, Phoenix 1                            |
| 1999           | 26  | 6   | .813 | Gana Final de Conferencia Gana Final de la WNBA                | Houston 2, Los Angeles 1 Houston 2, New York 1                         |
| 2000           | 27  | 5   | .844 | Gana 1.ª ronda Gana Final de Conferencia Gana Final de la WNBA | Houston 2, Sacramento 0 Houston 2, Los Angeles 0 Houston 2, New York 0 |
| 2001           | 19  | 13  | .594 | Pierde 1.ª ronda                                               | Los Angeles 2, Houston 0                                               |
| 2002           | 24  | 8   | .750 | Pierde 1.ª ronda                                               | Utah 2, Houston 1                                                      |
| 2003           | 20  | 14  | .588 | Pierde 1.ª ronda                                               | Sacramento 2, Houston 1                                                |
| 2004           | 13  | 21  | .382 |                                                                |                                                                        |
| 2005           | 19  | 15  | .559 | Gana 1.ª ronda Pierde Final de Conferencia                     | Houston 2, Seattle 1 Sacramento 2, Houston 0                           |
| 2006           | 18  | 16  | .529 | Pierde 1.ª ronda                                               | Sacramento 2, Houston 0                                                |
| 2007           | 13  | 21  | .382 |                                                                |                                                                        |
| 2008           | 17  | 17  | .500 |                                                                |                                                                        |
| Totales        | 241 | 149 | .617 |                                                                |                                                                        |
| Playoffs       | 20  | 14  | .588 | 4 Campeonatos de la WNBA                                       |                                                                        |